# Nicolas Dalby
Nicolas Lyngh Dalby (ur. 16 listopada 1984 w Kopenhadze) – duński zawodnik mieszanych sztuk walki (MMA). Były mistrz oraz tymczasowy mistrz Cage Warriors w wadze półśredniej. Aktualnie związany kontraktem z UFC.

## Życiorys i przeszłość sportowa
Dalby rozpoczął treningi karate jako nastolatek, aby nauczyć się samoobrony. Przeprowadził się z Sønderborg do Kopenhagi, aby mieszkać w pobliżu swoich przyjaciół. Po pięciu latach trenowania karate rozpoczął treningi w klubie Rumble Sports, jednym z największych klubów MMA w Kopenhadze. Stoczył w sumie pięć amatorskich walk, pierwszą przegrywając decyzją, a pozostałe wygrywając. Dalby został szybko rozpoznany ze względu na swoją potężną siłę uderzenia i nokautu.

## Osiągnięcia i nagrody

### Mieszane sztuki walki
- Fighter Gala
  - 2011-2013: Mistrz Fighter Gala w wadze półśredniej
- European MMA
  - 2013-2014: Mistrz European MMA w wadze półśredniej
- Cage Warriors
  - 2014-2015: Mistrz Cage Warriors w wadze półśredniej[3]
  - 2019: Tymczasowy Mistrz Cage Warriors w wadze półśredniej
- Nordic MMA Awards - MMAviking.com
  - 2014: Nokaut Roku vs. Serhej Czuryłow[8]
  - 2015: Powrót Roku vs. Darren Till[9]
  - 2019: Powracający zawodnik roku[10]

## Lista zawodowych walk MMA
| Wynik     | Bilans     | Przeciwnik (bilans przed walką)  | Rozstrzygnięcie                           | Runda | Czas | Rozgrywki                                                  | Data       | Miejsce        | Uwagi |
| --------- | ---------- | -------------------------------- | ----------------------------------------- | ----- | ---- | ---------------------------------------------------------- | ---------- | -------------- | --- |
| Przegrana | 23-6-1 (2) | Randy Brown (19-6)               | TKO (prawy hak)                           | 2     | 1:39 | UFC Fight Night: Machado Garry vs. Prates                  | 26.04.2025 | Kansas City    | Bonus za walkę wieczoru. |
| Przegrana | 23-5-1 (2) | Rinat Fachretdinow (22-2-1)      | Decyzja (niejednogłośna)                  | 3     | 5:00 | UFC Fight Night: Whittaker vs. Aliskerov                   | 22.06.2024 | Rijad          | |
| Wygrana   | 23-4-1 (2) | Gabriel Bonfim (15-0)            | TKO (kolano i ciosy pięściami)            | 2     | 4:33 | UFC Fight Night: Almeida vs. Lewis                         | 04.11.2023 | São Paulo      | Bonus za walkę wieczoru. Co-Main Event |
| Wygrana   | 22-4-1 (2) | Muslim Salichow (19-3)           | Decyzja (jednogłośna)                     | 3     | 5:00 | UFC Fight Night: Vettori vs. Cannonier                     | 17.06.2023 | Las Vegas      | |
| Wygrana   | 21-4-1 (2) | Warlley Alves (14-5)             | Decyzja (niejednogłośna)                  | 3     | 5:00 | UFC 283                                                    | 21.01.2023 | Rio de Janeiro | |
| Wygrana   | 20-4-1 (2) | Claudio Silva (14-3)             | Decyzja (jednogłośna)                     | 3     | 5:00 | UFC Fight Night: Aspinall vs. Blaydes                      | 23.07.2022 | Londyn         | |
| Przegrana | 19-4-1 (2) | Tim Means (31-12-1)              | Decyzja (jednogłośna)                     | 3     | 5:00 | UFC Fight Night: Gane vs. Volkov                           | 26.06.2021 | Las Vegas      | |
| Wygrana   | 19-3-1 (2) | Daniel Rodriguez (13-1)          | Decyzja (jednogłośna)                     | 3     | 5:00 | UFC 255                                                    | 21.11.2020 | Las Vegas      | |
| Nieodbyta | 18-3-1 (2) | Jesse Ronson (21-10)             | No contest (zmiana werdyktu)              | 1     | 2:48 | UFC on ESPN: Whittaker vs. Till                            | 25.07.2020 | Abu Zabi       | Pierwotne zwycięstwo Ronsona przez poddanie (duszenie zza pleców). Werdykt zmieniony po tym, jak Ronson uzyskał pozytywny wynik testu na metandienon. |
| Wygrana   | 18-3-1 (1) | Alex Oliveira (20-7-1)           | Decyzja (jednogłośna)                     | 3     | 5:00 | UFC on ESPN+ 18: Hermansson vs. Cannonier                  | 28.09.2019 | Kopenhaga      | Powrót do UFC. |
| Nieodbyta | 17-3-1 (1) | Ross Houston (8-0)               | No contest                                | 3     | 2:05 | Cage Warriors Fighting Championship 106                    | 29.06.2019 | Londyn         | Pojedynek unifikacyjny pasy mistrzowskie Cage Warriors w wadze półsredniej.                                                                           |
| Wygrana   | 17-3-1     | Alex Lohoré (17-3)               | TKO (ciosy pięściami)                     | 4     | 2:47 | Cage Warriors Fighting Championship 103                    | 09.03.2019 | Kopenhaga      | Zdobył tymczasowy pas mistrzowski Cage Warriors w wadze półsredniej. Main Event                                                                       |
| Wygrana   | 16-3-1     | Philip Mulpeter (9-5)            | TKO(ciosy)                                | 3     | 3:32 | Cage Warriors Fighting Championship 100                    | 08.12.2018 | Cardiff        | |
| Wygrana   | 15-3-1     | Roberto Allegretti (6-0)         | Poddanie (duszenie za pleców)             | 2     | 0:50 | Cage Warriors Fighting Championship 96                     | 01.09.2018 | Liverpool      | |
| Przegrana | 14-3-1     | Carlo Pedersoli Jr. (9-1)        | Decyzja (niejednogłośna)                  | 3     | 5:00 | Cage Warriors Fighting Championship 93                     | 28.04.2018 | Göteborg       | Main Event |
| Przegrana | 14-2-1     | Peter Sobotta (15-5-1)           | Decyzja (jednogłośna)                     | 3     | 5:00 | UFC Fight Night: Arlovski vs Barnett                       | 03.09.2016 | Hamburg        | |
| Przegrana | 14-1-1     | Zak Cummings (18-4)              | Decyzja (jednogłośna)                     | 3     | 5:00 | UFC Fight Night: Rothwell vs. dos Santos                   | 16.04.2016 | Zagrzeb        | |
| Remis     | 14-0-1     | Darren Till (13-0)               | Remis (większościowy)                     | 3     | 5:00 | UFC Fight Night: Holohan vs. Smolka                        | 24.10.2015 | Dublin         | Bonus za walkę wieczoru. |
| Wygrana   | 14-0       | Elizeu Zaleski dos Santos (14-4) | Decyzja (niejednogłośna)                  | 3     | 5:00 | UFC Fight Night: Condit vs. Alves                          | 30.05.2015 | Goiânia        | Debiut w UFC. |
| Wygrana   | 13-0       | Mohsen Bahari (8-1)              | Decyzja (jednogłośna)                     | 5     | 5:00 | Cage Warriors Fighting Championship 74                     | 15.11.2014 | Londyn         | Obronił pas mistrzowski Cage Warriors w wadze półśredniej.                                                                                            |
| Wygrana   | 12-0       | Serhej Czuryłow (15-1)           | TKO (wysokie kopnięcie i ciosy pięściami) | 4     | 2:19 | Cage Warriors Fighting Championship 66                     | 22.03.2014 | Ballerup       | Debiut w Cage Warriors. Zdobył pas mistrzowskiCage Warriors w wadze półśredniej.                                                                      |
| Wygrana   | 11-0       | Morten Djursaa (12-4)            | TKO (ciosy pięściami)                     | 1     | 0:27 | European MMA 6 – The Real Deal                             | 26.09.2013 | Brøndby        | Zdobył pas mistrzowski European MMA w wadze półśredniej.                                                                                              |
| Wygrana   | 10-0       | Ivica Trušček (20-17)            | Decyzja (jednogłośna)                     | 3     | 5:00 | World Kickboxing Network – Valhalla: Battle of the Vikings | 09.03.2013 | Aarhus         | |
| Wygrana   | 9-0        | Ivica Trušček (19-11)            | Decyzja (jednogłośna)                     | 3     | 5:00 | Royal Arena 2                                              | 31.08.2012 | Brøndby        | |
| Wygrana   | 8-0        | Cristian Brinzan (2-2)           | Poddanie (duszenie trójkątne rękoma)      | 2     | 4:45 | Fighter Gala 25                                            | 12.05.2012 | Frederiksberg  | Obronił pas mistrzowski Fighter Gala w wadze półśredniej.                                                                                             |
| Wygrana   | 7-0        | Acoidan Duque (8-0)              | Decyzja (jednogłośna)                     | 3     | 5:00 | Royal Arena 1                                              | 10.03.2012 | Brøndby        | |
| Wygrana   | 6-0        | Glenn Sparv (4-0)                | Decyzja (jednogłośna)                     | 3     | 5:00 | Cage Fight Live 2                                          | 19.11.2011 | Herning        | |
| Wygrana   | 5-0        | Mindaugas Baranauskas (5-2)      | TKO (ciosy pięściami)                     | 1     | 1:22 | Fighter Gala 23 – Cage Fight                               | 01.10.2011 | Kopenhaga      | Zdobył pas mistrzowski Fighter Gala w wadze półśredniej.                                                                                              |
| Wygrana   | 4-0        | Raymond Jarman (13-16-1)         | Poddanie (duszenie zza pleców)            | 2     | 1:08 | Fighter Gala 17 – House of Pain                            | 13.11.2010 | Odense         | |
| Wygrana   | 3-0        | Raimondas Sinica (2-2)           | TKO (ciosy pięściami)                     | 1     | 0:06 | Fighter Gala 16 – Bad Boys                                 | 01.10.2010 | Helsingør      | |
| Wygrana   | 2-0        | Jaroslav Poborský (11-23)        | Decyzja (jednogłośna)                     | 3     | 5:00 | Fighter Gala 13 – Raw                                      | 17.04.2010 | Kopenhaga      | |
| Wygrana   | 1-0        | Laurens-Jan Thijssen (2-0)       | Poddanie (duszenie zza pleców)            | 3     | 2:35 | Fighter Gala – Fight Night 5                               | 06.03.2010 | Sønderborg     | |